# San Miniato al Monte
La Basílica de San Miniato al Monte es troba en un dels llocs més alts de la ciutat de Florència i és un dels millors exemples de romànic a tota la Toscana.

## Història
San Miniato va ser el primer màrtir de la ciutat. Probablement era un mercader grec, o un príncep armeni en peregrinació a Roma. Es compta que, arribat a Florència entorn de l'any 250, va començar una vida d'ermità, i que va ser decapitat durant la persecució anticristiana de l'emperador Deci. Diu la llegenda que, poc després de la seva execució, va marxar portant a la mà el cap tallat i va tornar a la seva cova d'ermità, al lloc on actualment s'erigeix la basílica, en el Mons Fiorentinus. El segle viii es va aixecar una capella. La construcció de l'actual es va iniciar el 1013 sota els auspicis del bisbe Alibrando. Va començar sent un monestir benedictí, i el 1373 va passar a l'ordre cluniaciense, que l'habita fins als nostres dies.

## Descripció

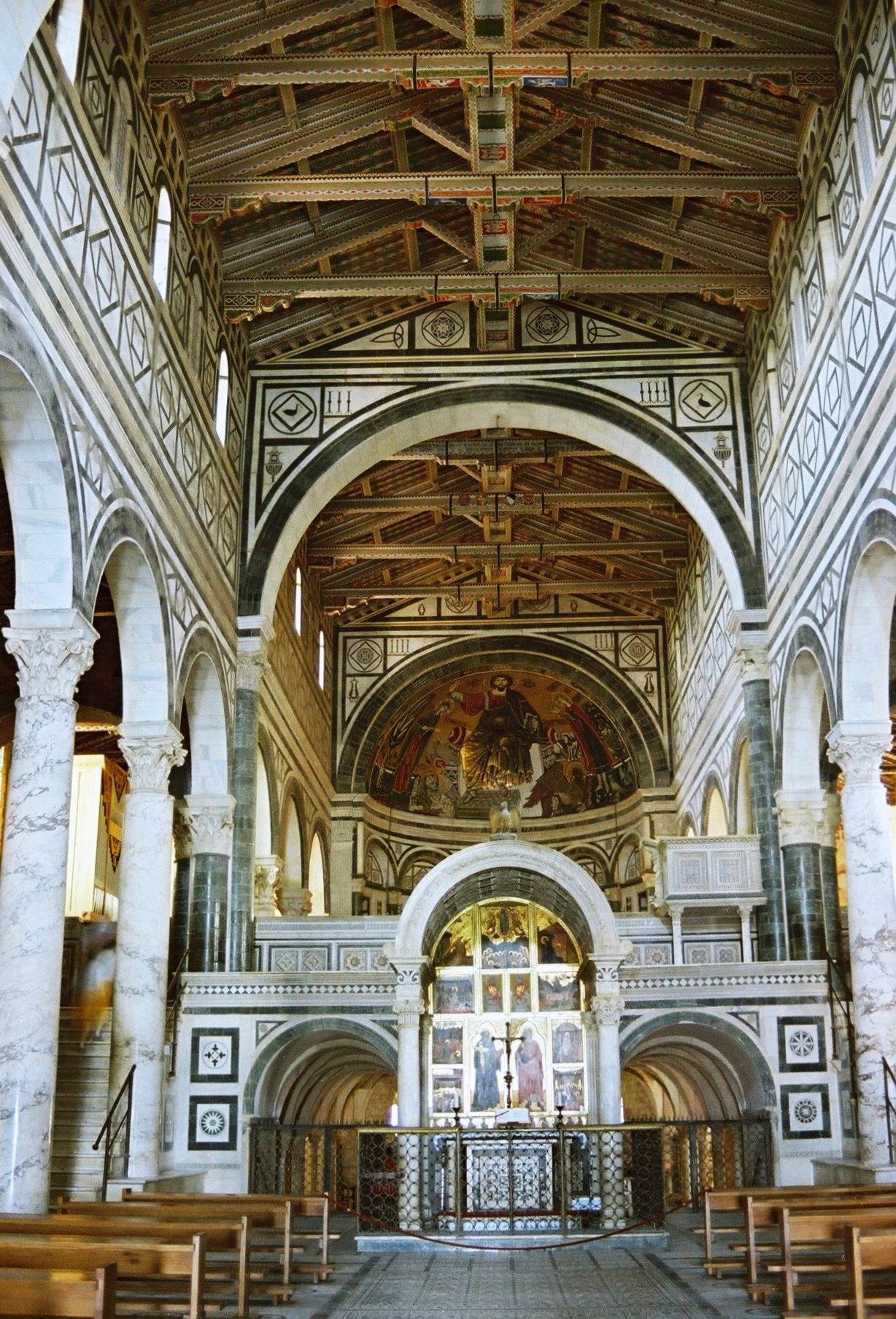
Interior de la basílica

La façana de marbre va ser probablement iniciada el 1090, si bé la part superior pertany sens dubte al segle xii. Es va finançar gràcies a una corporació de mercaders de llana (Arte di Calimala) que van ser els responsables del manteniment de l'església fins al 1288. L'àliga que corona la façana era el símbol emprat per aquesta corporación. El que actualment podem veure pertany a la reforma de Brunelleschi, que va mantenir la identitat medieval toscana a la seva obra.
El campanar es va iniciar el 1499 però va ser substituït el 1523, quedant inconclús. Durant el setge de la ciutat de 1523 va ser usat com a lloc d'artilleria.
En el seu interior destaca la Capella del Cardenal de Portugal, construïda el 1473 per a allotjar la tomba del Cardenal Jaume de Coïmbra i d'Urgell, que caigué malalt a la ciutat, mentre es trobava de pas, en un viatge diplomàtic com a ambaixador de Roma. És l'únic cos que reposa a l'església.